# آقامیرلو (کوثر)
آقامیرلو روستایی است که در استان اردبیل، شهرستان کوثر، بخش مرکزی، دهستان سنجبد غربی قرار دارد.

## جمعیت
بر اساس سرشماری سال ۱۳۸۵ جمعیت این روستا ۶۸۴ نفر با ۱۱۴ خانوار بوده‌است.